# 富栄橋
富栄橋（とみえいばし）は、山梨県南巨摩郡南部町にある富士川に架かる橋である。

## 概要
橋の名前は富河村と栄村に由来する。主に旧富河村の住人が対岸にある井出駅を利用するために利用されている。なお、下流側にある万栄橋も同じ由来で名づけられている。
最初の橋は1955年（昭和30年）に架けられたが木造の橋であり、翌1956年（昭和31年）に流失。その後も4回にわたり富士川の増水で流失した。現在の橋は1968年（昭和43年）に架けられたものである。当時山梨県内の富士川に架けられていた橋はすべてトラス橋であり、桁橋で架けられた富栄橋は非常に珍しかった。
1982年（昭和57年）に発生した台風10号により橋脚が陥没する被害を受けたが、万栄橋も流失したことから架け替えは行われず早急に修復されている。

## 諸元
- 構造:単純鋼箱桁橋
- 全長:300m